# Verkaufsstellenbeirat
Verkaufsstellenbeirat war in der Deutschen Demokratischen Republik die Bezeichnung eines Gremiums, das in den Kreisen die regionalen Verkaufseinrichtungen bei der Lösung ihrer Versorgungsaufgaben unterstützte.
Innerhalb der Konsumgenossenschaften waren die Mitglieder zur freiwilligen Mitarbeit in diesen Beiräten aufgerufen. Aufgabe dieses Gremiums war, sich um die Belange der Kunden zu kümmern. Zur Erhöhung der Verkaufskultur und gerechteren Warenverteilung wurde gezielt auf das Verkaufskollektiv Einfluss geübt. Gute Arbeit wurde mit dem „Abzeichen hervorragender Verkaufsstellen Beirat“ gewürdigt.
Die Stellung der Verkaufsstellenbeiräte war auch in der Kommunalverfassung festgelegt:
§ 68. Handel und Versorgung. (1) Die Volksvertretungen und die Räte der Städte und Gemeinden unterstützen und kontrollieren die Verkaufsstellen und Gaststätten und beziehen dabei die Kundenbeiräte des volkseigenen Einzelhandels sowie die Verkaufsstellenausschüsse und Beiräte der Konsumgenossenschaften ein. Sie fördern die Bäuerlichen Handelsgenossenschaften bei der Verwirklichung ihrer Aufgaben. 